# Amentotaxus
Amentotaxus is een botanische naam van een boomgeslacht dat wordt ingedeeld in de knoptaxusfamilie (Cephalotaxaceae), soms ook in de taxusfamilie (Taxaceae), en dat tot de orde van de coniferen (Coniferales) behoort.

## Soorten
- Amentotaxus argotaenia
- Amentotaxus assamica
- Amentotaxus formosana
- Amentotaxus poilanei
- Amentotaxus yunnanensis